# Kozarice
Kozarice es una localidad de Croacia situada en el municipio de Novska, en el condado de Sisak-Moslavina. Según el censo de 2021, tiene una población de 320 habitantes.

## Demografía
| Gráfica de población de Kozarice 1857-2021                          |
|                                                                     |
| Según los censos de población de la Oficina de Estadísticas Croata. |